# 隘口駅
隘口駅（あいこうえき/中国語簡体字：隘口站/正体字：隘口站）は中華人民共和国広西チワン族自治区崇左市憑祥市にある中国国鉄南寧鉄路局が管轄する駅である。隣のドンダン駅との間にベトナムとの国境を有する。

## 隣の駅
中国国鉄
湘桂線
憑祥駅 - 隘口駅 (- ドンダン駅 ※ハノイ・ドンダン線に接続)